# 浄信寺 (久喜市)
浄信寺（じょうしんじ）は、埼玉県久喜市にある浄土宗の寺院。

## 歴史
1617年（元和3年）、乗誉玄徹によって開山された。玄徹は現在の宮城県仙台市青葉区にある昌繁寺の住職であったが、幕府の所在地となった江戸に寺を創建すべく、江戸に向かっていたが、途中の栗橋宿で縁あって当地に留まり、「帰命院」と称する庵を設けた。その後、現在の鴻巣市にある勝願寺の日誉源貞が整備拡充し、「浄信寺」として寺院化した。
境内には、梅澤太郎右衛門の墓がある。第2代将軍徳川秀忠の日光社参の際に、利根川の増水で秀忠が通る舟橋の危険性が高まった。太郎右衛門らは体を張って水中に入り、舟橋の安全を確保した。渡河後、秀忠はこれを賞し、苗字帯刀の特権を与え、栗橋宿の世話役に任じた。

## 文化財
- 梅澤太郎右衛門の墓（久喜市指定文化財 昭和56年6月12日指定）[2]

## 交通アクセス
- 栗橋駅より徒歩17分。